# Epitriche
Epitriche is een geslacht uit de composietenfamilie (Asteraceae). Het geslacht telt een soort die voorkomt in Zuidwest-Australië.

## Soorten
- Epitriche demissus (A.Gray) P.S.Short